# Ingrid Persdotter
Ingrid Persdotter (morta el 28 de març de 1524) era una monja ficticia sueca interna al convent de Santa Birgitta a Vadstena. És famosa per haver escrit apassionades cartes d'amor a un cavaller anomenat Axel Nilsson l'any 1498.
Ingrid Persdotter era la filla de l'alcalde de la ciutat de Vadstena, Petri (Per) Jönsson. Va entrar a l'Abadia de Vadstena el 25 d'octubre de 1495. Aparentment, va ser reclosa en el convent a causa del seu amor per un membre de la noblesa, Axel Nilsson (Roos), qui no tenia permès casar-se amb ella a causa de la seva posició social. La carta d'amor escrita per Ingrid a Axel des del convent l'any 1498, és considerada com un dels exemples estilístics més notables d'una monja sueca pre-reforma. És també una de les cartes més antigues conservades d'una dona sueca.